# 윤상민 (희극인)
윤상민(1986년 12월 7일 ~ )은 대한민국의 희극 배우이다.

## 학력
- 서경대학교 피부미용학과 학사

## 출연작

### 방송
- 코미디에 빠지다 (MBC)
- 웃찾사 (SBS)
- 개그콘서트 (KBS2)